# Saint-Christol, Hérault
Saint-Christol là một xã thuộc tỉnh Hérault trong vùng Occitanie phía nam nước Pháp.